# Harkerode
Harkerode este o comună din landul Saxonia-Anhalt, Germania.